# القوات المسلحة الملكية الإسبانية
القوات المسلحة الملكية الإسبانية هي القوات العسكرية لمملكة إسبانيا، القوات المسلحة الإسبانية هي قوة عسكرية حديثة المكلفة الدفاع عن وحدة المملكة وسيادتها. وهي تتألف بشكل أساسي من القوات البرية والقوات البحرية والقوات الجوية. الملك هو القائد الأعلى للقوات المسلحة، مع عنوان كابيتان عامة دي لاس إدانة واسعة النطاق الحشود (النقيب العام للقوات المسلحة) والرئيس الحالي للأركان العامة هو الأدميرال فرناندو غارسيا سانشيز. القوات المسلحة هي أعضاء فاعلين في منظمة حلف شمال الأطلسي، والفيلق الأوروبي، والمجموعات القتالية الاتحاد الأوروبي، وكذلك توفير قوات حفظ السلام للأمم المتحدة.

## التاريخ
خلال القرن 15 والقرن 16، تطورت إسبانيا إلى السلطة أوروبا قبل كل شيء مع رحلات كريستوفر كولومبس مما يؤدي إلى إسبانيا بلوغ الأراضي الشاسعة في الأمريكتين. في عهد شارل الخامس وفيليب الثاني، وصلت إسبانيا ذروته السلطة مع الإمبراطورية الإسبانية التي تغطي 19.4 مليون كم مربع من سطح الأرض، أي ما مجموعه 13٪. حرب 30 عاما، والمشاكل المالية، بما في ذلك عدم وجود إصلاحات، وضعف السلطة في إسبانيا في منتصف القرن 17.
خلال القرن 18 سلالة بوربون جديدة أحيت القوة الاقتصادية والعسكرية في إسبانيا من خلال سلسلة من الإصلاحات الهامة في القوات المسلحة وفي الاقتصاد، التفوق من قبل تشارلز 3 من اسبانيا. يقوم إسبانيا بشكل جيد في حروب حروب الثورة الفرنسية وحروب الأذن جنكينز "والخلافة النمساوية وعدة ارتباطات أخرى وذلك بفضل الإصلاحات اللازمة.
بسبب الحروب النابليونية في أوائل القرن 19، وتسبب احتلال أسبانيا من قبل الجيوش الفرنسية في حرب ما يسمى الاستقلال الإسباني. وقد أدى ذلك إلى استخدام واسع للقوات حرب العصابات نتيجة للدمار حروب الاقتصاد الأسباني. كما كان هذا في الجيش في حالة سيئة وأدت كمية كبيرة من عدم الاستقرار السياسي في فقدان معظم المستعمرات الأسبانية السابقة، باستثناء كوبا، وبورتوريكو، والفلبين - هذه في وقت لاحق سوف تضيع في الحرب الأسبانية الأمريكية.

## المزيد من القراءة
- جين الدفاعية الاسبوعية، مسح البلد : إسبانيا، JDW 18 أبريل 1992، p. 655 - فصاعدا

## وصلات خارجية
- (بالإسبانية) Foro Militar General - Spanish Military forum